# Innsbruck, ich muss dich lassen

Innsbruck, ich muss dich lassen, Melodie

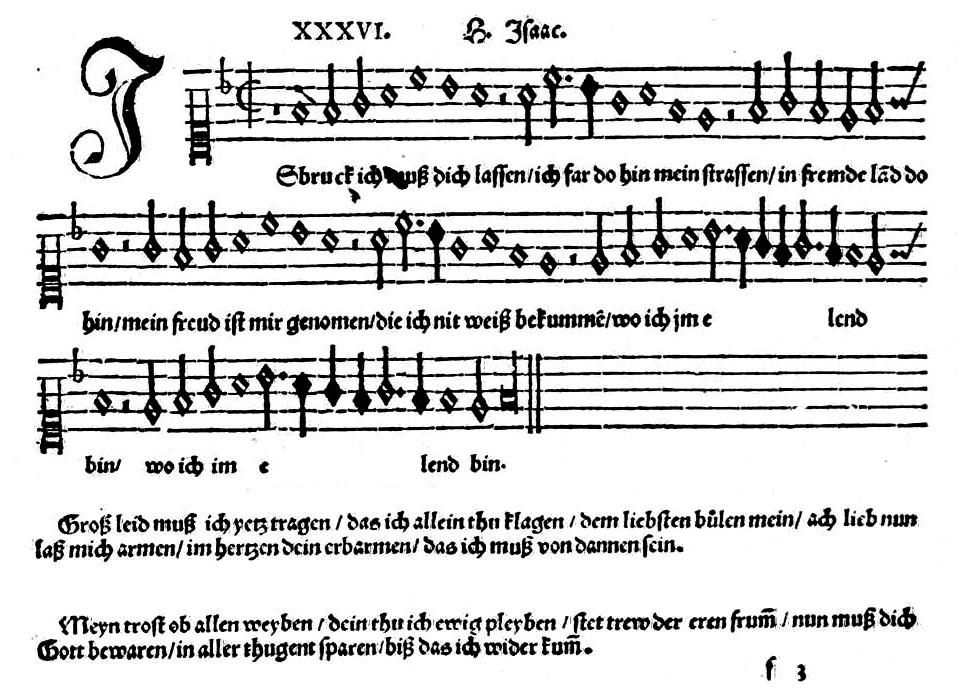
Melodie und Text bei Georg Forster 1539

Innsbruck, ich muss dich lassen ist ein deutsches Lied. Text und Melodie erschienen erstmals im vierstimmigen Chorsatz von Heinrich Isaac (um 1450–1517). Es gilt als sicher, dass die Melodie von ihm selbst stammt. Sie ist vor allem durch zahlreiche geistliche Kontrafakturen bis heute präsent. Der Textdichter ist unbekannt. Ältere Angaben, wonach der Text von Kaiser Maximilian I. verfasst worden sein soll, werden von der Fachliteratur ins Reich der Legende verwiesen.

## Text
Der Text ist ein Abschieds- und Trauerlied des Sängers an seine „Buhle“, da er Innsbruck verlassen und in die Fremde („Elend“) muss. Er verspricht ihr Treue und empfiehlt sie dem Schutz Gottes.
Auch wenn Heinrich Isaac die bedeutendste Phase seines Lebens in Innsbruck verbrachte, ist eine Verortung des Liedes in seiner Biografie rein spekulativ.
Ungewöhnlich für die Zeit ist die Strophenform aus sechs jambischen Dreihebern mit dem Reimschema [aabccb], wobei die Reime a und c weiblich sind und b männlich ist.

## Melodie
Die Erstdrucke der Melodie liegen in zwei vierstimmigen Sätzen vor. Bei dem einen (Fassung A), gedruckt 1541, wird sie im Kanon von Tenor und Sopran gesungen (Tenorlied), beim anderen (Fassung B), gedruckt 1539, vom Sopran (Diskantlied).
Die früheste textliche Erwähnung des Liedes findet sich auf einem Einblattdruck aus dem Jahre 1498, jedoch ist keinerlei Notenmaterial aus dieser Zeit (also noch zu Isaacs Lebzeiten) erhalten.
Die Melodie hat einen relativ geringen Tonumfang. Ihr wehmütiger Charakter entsteht vor allem durch die Zeilenschlüsse mit Seufzermotiv und die häufige Berührung der Terz. Expressiv ist das große Schlussmelisma auf das Textwort „Elend“.

## Kirchenlieder
Die älteste geistliche Textfassung des Liedes ist das Sterbelied O Welt, ich muss dich lassen von einem unbekannten Verfasser (Nürnberg um 1555; EG 521; GL 510). Weitere sind:
- O Welt, sieh hier dein Leben (EG 84)
- In allen meinen Taten (EG 368)
- Herr, höre, Herr, erhöre (EG 423)
- Nun ruhen alle Wälder (EG 477; GL 101)
- Nun sich der Tag geendet (EG 481)
- Die Herrlichkeit der Erden (EG 527)
- O heilge Seelenspeise (GL 213)
- Herr Gott, lass dich erbarmen[8]

Dabei ist das Melisma der letzten Zeile regelmäßig verkürzt und durch Verlängerung der Textzeile um zwei Silben für den Gemeindegesang erleichtert, wodurch eine einzigartige Strophenform entstand. Verbreitet war und ist neben der Originalmelodie (GL 213) auch eine zwischen gerader und ungerader Taktart wechselnde frühbarocke Fassung (durchgehend im EG) und eine zum Viervierteltakt ausgeglichene Melodieversion (GL 101). Diese liegt den berühmten Bearbeitungen von Johann Sebastian Bach in der Matthäus- und Johannespassion („Ich bin’s, ich sollte büßen“; „Wer hat dich so geschlagen“) und seiner Kantate In allen meinen Taten zugrunde.

### Fassung A als Liedsatz

#### Digitalisate
- Ispruck ich mus dich lossen / ade socius (anon.), (Signatur: Universitätsbibliothek Basel – F X 21): Tenor-Stimmbuch (doi:10.7891/e-manuscripta-13849, fol. 67v), Basel(?) 1529–1579 [die restlichen Stimmbücher sind nicht erhalten]
- Inspruck muss ich dich lassen (Heinrichus Isaac ad socios / ad equales), drei Stimmbücher, Basel 1547 (Signatur: Universitätsbibliothek Basel – F X 22–24): Diskant (doi:10.7891/e-manuscripta-14535, fol. 27v), Altus (doi:10.7891/e-manuscripta-15113, fol. 26v), Bassus (doi:10.7891/e-manuscripta-15114, fol. 27v) [das Tenor-Stimmbuch ist nicht erhalten]
- Insprugk ich muß dich lassen (anon.), vier Stimmbücher, München um 1530 (Signatur: Universitätsbibliothek München – Cim. 44c(1–(4 = 8° Cod. ms. 328–331): Diskant (PDF 104 MB, S. 37, fol. 14r), Altus (PDF 81 MB, Stück nicht enthalten), Tenor (PDF 169 MB, S. 110, fol. 48v), Bass (PDF 94 MB, S. 28, fol. 7v)

#### Weitere Quellen
- Inßbrugk Ad Equales (anon.), Orgeltabulatur des Clemens Hör, ca. 1535–1540, Signatur: Zentralbibliothek Zürich – Ms Z XI 301, fol. 26v–27r [handgeschriebener Anhang zu einem medizinischen Druck; siehe Abschnitt Literatur]

### Fassung A als KontrafakturChriste secundumderMissa carminum

#### Digitalisate
- Chorbuch 36, Jena um 1515 (Heinricus Yzac, Signatur: Thüringer Universitäts- und Landesbibliothek, Jena – Chorbuch 36): fol. 121v, fol. 122r
- Opus Decem Missarum quatuor vocum, vier Stimmbücher gedruckt von Georg Rhau, Wittenberg 1541 (Henricus Isaac, Signatur: Universitätsbibliothek Kassel – 4° Mus. 63): Diskant (fol. 200v), Altus (fol. 208v), Tenor (fol. 149r), Bass (fol. 189v) [basierend auf dem Jenaer Chorbuch 36[10]]
- 2 Stimmbücher, Leipzig ca. 1555 (Signatur: Universitätsbibliothek Leipzig – MS Thomas 51): Tenor (fol. 127v), Bassus (fol. 145v) [Diskant- und Altus-Stimmbücher nicht erhalten; Abschrift aus Rhaus Opus Decem Missarum quatuor vocum[11]]
- Chorbuch, vielleicht Süddeutschland, Österreich oder Sachsen ca. 1509–1550 (H. Ysac, Signatur: Nationalbibliothek der Tschechischen Republik – MS 59 R 5117): fol. 125v und 126r

#### Weitere Quellen
- 2 Stimmbücher (Diskant und Tenor), Sachsen? Bartfeld (=Bardejov=Bártfa)? 3. Viertel 16. Jhdt und später (Signatur: Széchényi-Nationalbibliothek, Budapest – Mus. ms. Bártfa 20/a–b) [Altus- und Bassus-Stimmbuch nicht erhalten; wohl Abschrift vom Jenaer Chorbuch 36[12]]

### Fassung B

#### Digitalisate
- Georg Forster: Frische Teutsche Liedlein, 1. Teil, Nürnberg 1539 (Signatur: München, Bayerische Staatsbibliothek – 4 Mus.pr. 167), vier Stimmbücher: Diskant, Altus, Tenor (mit Text aller Strophen), Bass
- Isbruck ich mus dich lassen (anon.), vier Stimmbücher, wohl Wittenberg um 1555 (Signatur: Stadtbibliothek Ulm, Schermarsche Bibliothek – Misc 236 a-d, Nr. 42): Diskant (fol. 15v), Altus (fol. 16r): Tenor (fol. 15r), Bass (fol. 16v–17r) [Abschrift aus Forsters Frische Teutsche Liedlein[13]]
- Isbrück ich my dych lassen (anon.), Westfalen(?) nicht vor 1544 (Signatur: Varnhagensche Bibliothek – IV 36 F124): Nr. 148 [Stimmbücherfragmente, verwendet als Einbandmaterial einer Inkunabel, nur Bassus von diesem Stück erhalten, Abschrift aus Forsters Frische Teutsche Liedlein[14]]
- Insbruckh ich muß dich lassen (anon.), zwei Stimmbücher (Altus und Vagans), Deutschland 2. Hälfte des 16. Jhdt (Signatur: Biblioteka Jagiellońska, Krakau – Berlin MS mus. 40272): Altus fol. 30r [Stimmbücher für Cantus, Tenor und Bass sind nicht erhalten, das Stück fehlt im Vagans, da nur vierstimmig]
- Isbruck, Jch muß (anon.), stark verzierende Lautentabulatur, ohne Provenienz 1570–1580(?) (Signatur: Österreichische Nationalbibliothek – Mus. Hs. 19259): S. 12 (fol. 4r) [moderne Notation]
- Sebastian Ochsenkun: Tabulaturbuch auff die Lauten, Johann Khol, Heidelberg 1558 (Signatur: München, Bayerische Staatsbibliothek – 2 Mus.pr. 108): Herr Gott laß dich erbarmen (Heinrich Isaac), Kontrafaktur als verzierende Lautentabulatur [Auflösung in moderner Notation: Heinrich Isaac in der Hausmusik, S. 147]
- Elias Nikolaus Ammerbach: Orgel oder Jnstrument Tabulatur, Jakob Bärwald, Leipzig 1571 (Signatur: Universitäts- und Landesbibliothek Halle – Pon IIe 300): Nr. 41, Jspruck ich mus dich lassen / etc. (anon.) [in neuer deutscher Orgeltabulatur]

#### Weitere Quellen
- Isbruck ich muss dich lassen (anon.), vier Stimmbücher, Basel ca. 1545–1560, Signatur: Universitätsbibliothek Basel – F X 17–20, Nr. 69

### Andere Fassungen

#### Digitalisate
- Is(s)bruck muß ich dich lossen (Cosmas Alder), fünf Stimmbücher, Basel zwischen 1510 und 1547 (Signatur: Universitätsbibliothek Basel F X 5–9): Diskant (doi:10.7891/e-manuscripta-13872, fol. 25r), Altus (doi:10.7891/e-manuscripta-13873, fol. 25r), Tenor (doi:10.7891/e-manuscripta-13874, fol. 24v), Bass (doi:10.7891/e-manuscripta-13875, fol. 25v), Vagans (doi:10.7891/e-manuscripta-13876, Stück fehlt, da nur vierstimmig) [moderne Notation]
- Jßbrüg jch (anon.), Liederbuch des Ambrosius Kettenacker, vier Stimmbücher,[15] Basel um 1510, Signatur: Universitätsbibliothek Basel F X 10 (doi:10.7891/e-manuscripta-2683, fol. 5v) [nur Bassus-Stimmbuch erhalten]

### Andere Textversionen
- Ambraser Vexier- oder Liederbuch, Österreich nach 1582, Kunsthistorisches Museum Wien, Kunstkammer (Inv.-Nr. KK_5410), abgedruckt in Das Ambraser Liederbuch vom Jahre 1582, S. 259 [enthält eine zusätzliche Strophe]
- Isprugkh ich mues dich laßen, Heidelberger Handschrift Cod. Pal. germ. 343 (fol. 107v), Heidelberg nach 1547 [5 Strophen; bis auf die ersten zwei Zeilen völlig anderer Text]

### Moderne Ausgaben
- Innsbruck ich muss dich lassen (Heinrich Isaac): Noten und Audiodateien im International Music Score Library Project
- Gemeinfreie Noten von Innsbruck, ich muss dich lassen in der Choral Public Domain Library – ChoralWiki (englisch)
- Noten von Innsbruck, ich muss dich lassen im Kantoreiarchiv
- Innsbruck, ich muss dich lassen im Liederprojekt von SWR2 und Carus-Verlag

### Varia
- Thomas Braatz, Aryeh Oron: Chorale Melodies used in Bach’s Vocal Works: O Welt, ich muß dich lassen / Nun ruhen alle Wälder (englisch; zitiert u. a. Reinhard Strohm aus Grove Music Online)